# Epitriptus maximus
Epitriptus maximus är en tvåvingeart som beskrevs av Ignaz Rudolph Schiner 1868. Epitriptus maximus ingår i släktet Epitriptus och familjen rovflugor. Inga underarter finns listade i Catalogue of Life.